# Candy Pamela González
Candy Pamela González Arosemena es una modelo, chef, empresaria y activista por los derechos de las personas trans panameña. Es conocida por ser la primera mujer trans que cambió legalmente su nombre en su cédula de identidad personal en Panamá.

## Biografía
González Arosemena nació en Panamá en 1992. Con 15 años de edad, Candy Pamela, quien es parte del pueblo guna, se identificó como mujer trans y eligió su nombre con el que buscaba ser reconocida. Con 19 años, intentó abrir una cuenta corriente, pero la entidad bancaria se lo denegó al no coincidir sus datos en su cédula con su apariencia física ni con su expresión de género.
El 6 de julio de 2015, con la asesoría legal de la abogada y activista Mónica Sánchez, presentó una solicitud ante la dirección de Cedulación del Registro Civil para realizar el trámite de cambio legal de nombre debido al uso y costumbre de su nombre elegido.
El 6 de mayo de 2016, la secretaría de la dirección nacional de Registro Civil de Panamá autorizó el cambio de nombre a través de la Resolución 221/DNRC, por lo que Candy Pamela pudo realizar la actualización de su cédula, sin necesidad de una cirugía de afirmación de género. Hasta esa fecha, el cambio legal de nombre solo se podía realizar por otro del mismo sexo que figuraba en la cédula. La autorización se realizó de acuerdo a una ley de 2006, y tras presentar tres pruebas de fuentes distintas que acreditaban que Candy Pamela usaba y era conocida por ese nombre desde hace cinco años.
También se ha involucrado en el activismo para la prevención del VIH/sida. En julio de 2016 fue una de las organizadoras de la concentración a favor del proyecto de ley 61 de salud sexual y reproductiva. Un mes después, en agosto, se encadenó en el perímetro Asamblea Nacional, en reclamo de la aprobación de este proyecto de ley.
A partir de este hito dentro de la comunidad LGBT+ panameña, Candy Pamela se convirtió en una figura influyente en su país. En 2018 fue panelista en el Webconpa Panamá, primera convención de influencers en el país, con la charla Diversidad Redxual. También postuló para ser la representante de Panamá en el concurso de belleza Miss International Queen.
Tras un tiempo en el foco mediático, en 2019 decidió mudarse a Portobelo para alejarse de los medios y emprender un negocio gastronómico y de promoción turística.